# Mason Gamble
Mason Gamble (Chicago, 16 januari 1986) is een Amerikaanse acteur. Hij werd het meest bekend door zijn rol als Dennis Mitchell in de film Dennis the Menace. 
Voor deze rol werd hij uit meer dan 20.000 andere kinderen gekozen. De film leverde hem een nominatie voor de Razzie Award op als slechtste nieuwkomer. Hij won tegelijkertijd echter ook de Young Artist Award.
Later speelde hij Dirk Calloway in Rushmore. 